# 阿諾比·柏拉達
阿諾比·柏拉達（西班牙語：Arnold Fabián Peralta Sosa，1989年3月29日—2015年12月10日）是洪都拉斯已退役職業足球員，司職中場，2015年效力奧林比亞體育會，2015年12月10日被轟18槍在洪都拉斯拉塞瓦死亡。

## 外部連結
- 阿諾比·柏拉達在 National-Football-Teams.com 上的出场纪录
- Rangers F.C. profile